# 大浴場

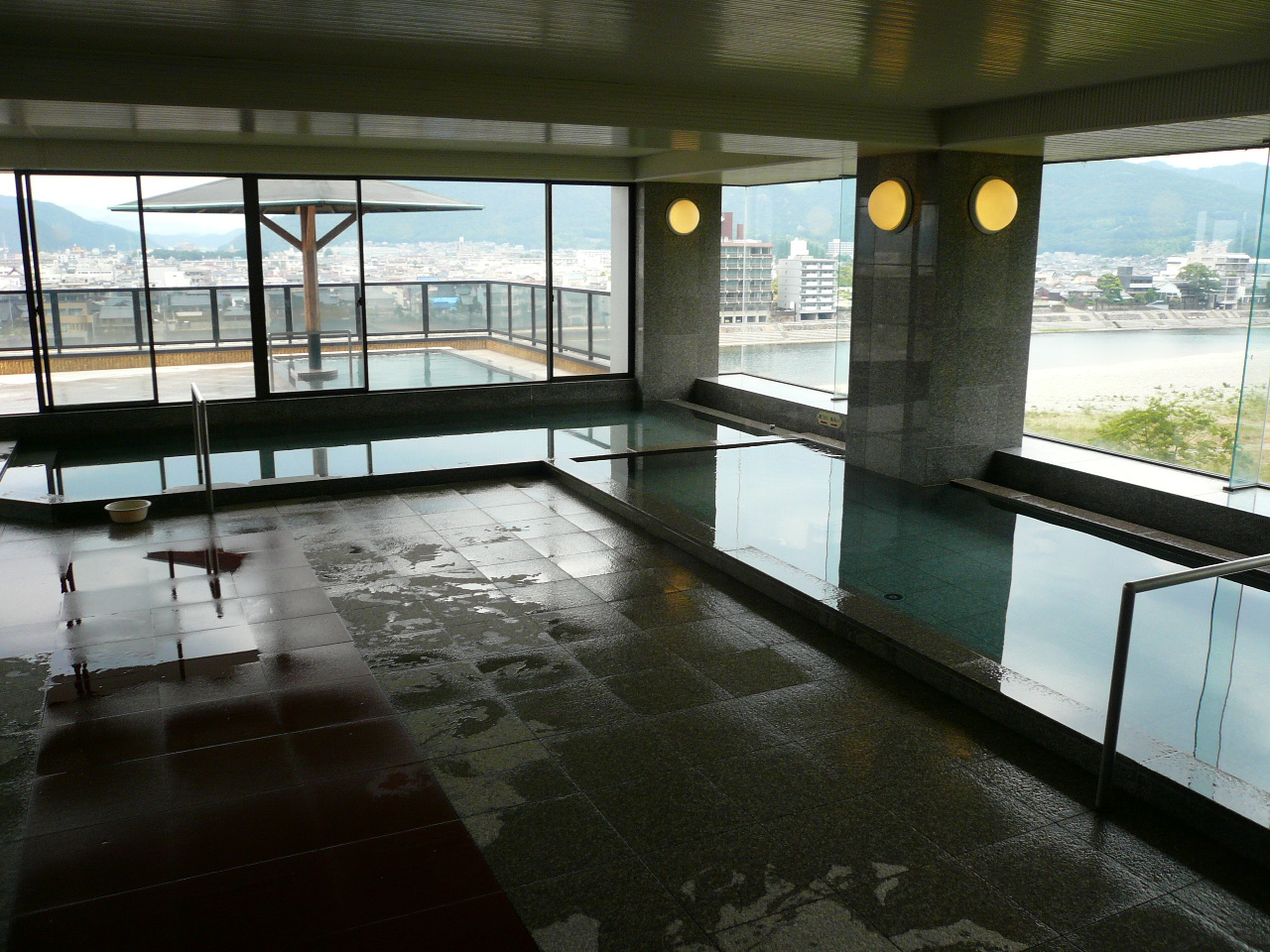
ホテルパーク・大浴場

大浴場（だいよくじょう）は、浴場の一種であるが、特にその浴室が広く大人数で同時に利用可能な場合にこの名称が用いられることがある。通常の浴場との区別は明確ではなく、また浴場を提供する側の判断で名称が用いられる。したがって、規模が大きな浴場でも大浴場を名乗らない場合、逆に中規模程度でも大浴場を名乗る場合もある。

## 概要
主に温泉地などにある規模の大きいホテルや、日帰り入浴施設で用いられる名称である。高度成長期に多くの人が温泉地に出かけ、宿泊施設もその規模を競っていた際に集客の一環として大人数で入ることができる浴場が多く設置されていき、大浴場という名称も用いられ始めた。
かつては旅行客は団体中心で、また個人客も大人数で入る風呂に対して抵抗を持つものは少なかった。しかし旅行客が個人中心になるにつれて、浴場の大きさよりも家族風呂などプライベートな浴場を好む流れも出てきている。また豊富な湯量を確保している旅館、ホテルならば大浴場でも掛け流しを実施しているが、多くの大浴場は循環風呂である。したがって、源泉を好む層からは大浴場は敬遠される傾向にある。